# 辛科塔 (加利福尼亞州)
辛科塔（英語：Cincotta）是位於美國加利福尼亞州弗雷斯諾縣的一個非建制地區。該地的面積和人口皆未知。

## 地理
辛科塔的座標為36°45′41″N 119°45′17″W / 36.76139°N 119.75472°W，而該地的平均海拔高度為95米（即312英尺）。